# تجمع روافيف (رماة)

تعديل مصدري - تعديل

تجمع روافيف هي إحدى قرى عزلة رماة بمديرية رماة التابعة لمحافظة حضرموت، بلغ تعداد سكانها 30 نسمة حسب تعداد اليمن لعام 2004.